# 越南共和國大將

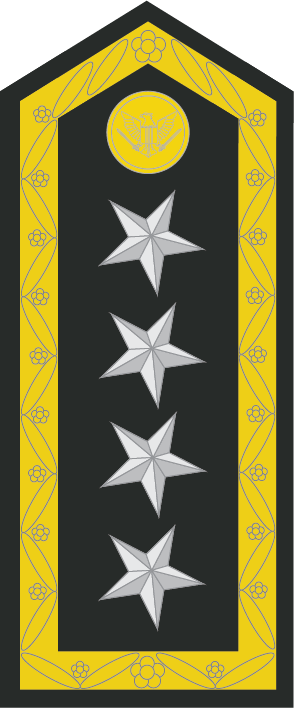
陸軍大將肩章

大將（Đại tướng）或譯上將，是越南共和國軍的四星將軍軍銜，於1955年建軍時設立。然而，直到1956年12月8日才有人晉升此階級。第一位獲授者是總參謀長黎文巳。當時越南共和國大將軍銜相當於美國陸軍三星中將（Lieutenant General）。黎文巳也是第一共和國時期唯一一位大將。
1964年，阮慶發動政變後，新授予大將軍銜給三人。黎文巳則升為統將。此時期，大將軍銜相當於美國陸軍的四星上將（General）。與此同時，新增「准將」軍銜，相當於美國陸軍一星准將（Brigadier general）。1964年至1965年期間，任命了大量高階將領，此時期稱為「將亂時期」（thời kỳ loạn tướng）。

## 越南共和國大將列表
| NO. | 姓名   | 生 - 卒   | 授衔           |
| --- | ------ | --------- | -------------- |
| 1   | 陳善謙 | 1925-2021 | 1964年8月11日  |
| 2   | 楊文明 | 1916-2001 | 1964年11月24日 |
| 3   | 阮慶   | 1927-2013 | 1964年11月27日 |
| 4   | 高文園 | 1921-2008 | 1967年2月4日   |
| 5   | 杜高智 | 1929-1971 | 1971年2月23日  |

## 外部連結
- Danh sách Sĩ quan Quân lực Việt Nam Cộng hòa